# Portretul lui Philippe-Laurent de Joubert
Portretul lui Philippe-Laurent de Joubert este o pictură realizată în ulei pe pânză de către artistul francez Jacques-Louis David. Data sa este necunoscută, dar Antoine Schnapper susține că a fost realizată între 1790 și 1792, deoarece subiectul a murit la 30 martie 1792. Pictura a fost lăsată incompletă, la fel ca și portretele lui Madame Trudaine și Madame Pastoret. În prezent se află la Musée Fabre din Montpellier.